# Hütteldorf (Gemeinde Atzenbrugg)
Hütteldorf ist eine Ortschaft und eine Katastralgemeinde der Marktgemeinde Atzenbrugg, Niederösterreich.

## Geografie
Der Ort befindet sich 2 Kilometer westlich von Heiligeneich an der Landesstraße L2208, wo auch die Landesstraße L2195 einmündet, und besteht im Ortskern aus landwirtschaftlichen Anwesen und an seinen Rändern aus Einfamilienhäusern.

## Geschichte
Laut Adressbuch von Österreich waren im Jahr 1938 in Hütteldorf ein Gastwirt, ein Gemischtwarenhändler und einige Landwirte ansässig.